# Orde voor de Heldhaftige Politie
De Maleisische Orde voorde Heldhaftige Politie (Maleis: "Panglima Gagah Berani Pasukan Polis") werd in 1993 door de Koning van Maleisië,  Sultan Azlan Muhibbuddin Shah van Perak, ingesteld. De orde wordt aan dappere officieren, onderofficieren en agenten van de politie verleend. De twee hoogste graden verlenen de drager adeldom.
- Grootcommandeur of "Panglima Gagah Berani Pasukan Polis".  Hij heeft het recht de letters PGPP achter zijn naam te plaatsen.
- Ridder-Commandeur of "Panglima Setia Pasukan Pol". Hij heeft het recht de letters PSPP achter zijn naam te plaatsen.
- Commandeur of "Pahlawan Pasukan Polis". Hij heeft het recht de letters PPP achter zijn naam te plaatsen.
- Officier of "Kesatria Pasukan Polis". Hij heeft het recht de letters KPP achter zijn naam te plaatsen.
- Lid of "Bentara Pasukan Polis". Hij heeft het recht de letters BPP achter zijn naam te plaatsen.

Het lint is rood-blauw-lichtblauw-geel-lichtblauw-blauw-roodgestreept met smalle zwarte strepen aan weerszijden van de gele streep.